# Protomolgula cornuta
Protomolgula cornuta är en sjöpungsart som beskrevs av Monniot 1991. Protomolgula cornuta ingår i släktet Protomolgula och familjen kulsjöpungar. Inga underarter finns listade i Catalogue of Life.